# Anisocyrta masoni
Anisocyrta masoni är en stekelart som beskrevs av Robert A.Wharton 1980. Anisocyrta masoni ingår i släktet Anisocyrta och familjen bracksteklar. Inga underarter finns listade i Catalogue of Life.